# Elite Women’s Hockey League 2015/16
Die Saison 2015/16 war die zwölfte Spielzeit der Elite Women’s Hockey League, einer Fraueneishockeyliga. Im zwölften Jahr ihres Bestehens nahmen zwischen September 2015 und Februar 2016 sieben Mannschaften aus Österreich, Italien, Ungarn, der Slowakei und Kasachstan teil. Mit den Teams aus Bozen und Budapest waren erneut zwei Gründungsmitglieder der EWHL dabei. Erstmals war in dieser Spielzeit der kasachische Klub Aisulu Almaty vertreten. Aisulu Almaty bestritt seine Heimspiele in den Spielstätten der anderen an der Liga beteiligten Klubs.

## Modus
Die sieben Teilnehmer spielen eine Doppelrunde.  Für einen Sieg erhält eine Mannschaft drei Punkte, bei einem Sieg nach der Sudden Victory Overtime genannten Verlängerung oder nach Penaltyschießen zwei Punkte. Die unterlegene Mannschaft erhielt nach der regulären Spielzeit keine Punkte, bei einer Niederlage nach Verlängerung oder Penaltyschießen jedoch einen Punkt.
Die vier bestplatzierten Mannschaften qualifizieren sich für das Finalturnier, wobei der Erste und Zweite den Meister sowie der Dritte und Vierte den dritten Platz in Hin- und Rückspiel ausspielen.

## Tabelle
| Pl. | Mannschaft          | Land       | Sp | S  | N  | OTS | OTN | Tore    | Punkte |
| --- | ------------------- | ---------- | -- | -- | -- | --- | --- | ------- | ------ |
| 1.  | EHV Sabres Wien     | Osterreich | 18 | 15 | 3  | 0   | 0   | 117: 36 | 45     |
| 2.  | Aisulu Almaty       | Kasachstan | 18 | 8  | 6  | 3   | 1   | 059: 46 | 31     |
| 3.  | DEC Salzburg Eagles | Osterreich | 18 | 9  | 7  | 0   | 2   | 057: 43 | 29     |
| 4.  | KMH Budapest        | Ungarn     | 18 | 7  | 6  | 1   | 4   | 058: 54 | 27     |
| 5.  | HC ŠKP Bratislava   | Slowakei   | 18 | 7  | 7  | 2   | 2   | 043: 49 | 27     |
| 6.  | EV Bozen Eagles     | Italien    | 18 | 7  | 8  | 3   | 0   | 058: 54 | 27     |
| 7.  | Neuberg Highlanders | Osterreich | 18 | 1  | 17 | 0   | 0   | 023:133 | 3      |

## Finalturnier
Halbfinale
| 27. Februar 2016 17:00 Uhr | EHV Sabres Vienna Esther Kantor (2:05) Kaitlin Spurling (36:30) Sarah Casorso (39:25) Kaitlin Spurling (40:13) Kaitlin Spurling (53:07) | 5:1 (1:0, 2:1, 2:0) Spielbericht | KMH Budapest Petra Pavuk (30:37) | Weihenstephan Arena, Sterzing |

| 27. Februar 2016 20:00 Uhr | Aisulu Almaty Alexandra Feklistowa (28:26) Sarina Tuchtjewa (35:03) | 2:3 (0:0, 2:3, 0:0) Spielbericht | DEC Salzburg Eagles Alessandra Lopez (22:07) Marlene Brunner (27:33) Sarah Campbell (35:59) | Weihenstephan Arena, Sterzing |

Spiel um Platz 3
| 28. Februar 2016 11:00 Uhr | Aisulu Almaty Sarina Tuchtjewa (2:43) Merujert Ryspek (11:40) Merujert Ryspek (54:03) Aljona Fux (PS) | 4:3 n. P. (2:1, 0:0, 1:2, 0:0, 1:0) | KMH Budapest Vivien Somogyi (4:49) Jelena Grkovic (55:58) Bernadett Németh (59:27) | Weihenstephan Arena, Sterzing |

Finale
| 28. Februar 2016 14:00 Uhr | EHV Sabres Vienna Anna Meixner (11:17) Anna Meixner (18:12) Anna Meixner (37:48) Anna Meixner (55:42) Kaitlin Spurling (59:48) | 5:4 (2:2, 1:1, 2:1) Spielbericht | DEC Salzburg Eagles Sarah Campbell (6:53) Hillary Crowe (9:27) Hillary Crowe (33:34) Hillary Crowe (57:53) | Weihenstephan Arena, Sterzing |

## Auszeichnungen
All-Star-Team (gewählt von den Liga-Klubs)
| Angriff:      | Hillary Crowe (DEC Salzburg Eagles) – Anna Meixner (EHV Sabres Wien) – Sarina Tuchtjewa (Aisulu Almaty) |
| Verteidigung: | Sarah Casorso (EHV Sabres Wien) – Esther Kantor (EHV Sabres Wien)                                       |
| Tor:          | Julie Friend (DEC Salzburg Eagles)                                                                      |

Spielertrophäen
| Auszeichnung      | Spieler          | Team                |
| ----------------- | ---------------- | ------------------- |
| Beste Torhüterin  | Julie Friend     | DEC Salzburg Eagles |
| Beste Torschützin | Kaitlin Spurling | EHV Sabres Wien     |
| Topscorer         | Anna Meixner     | EHV Sabres Wien     |